# Lill-Lövtjärnen, Dalarna
Lill-Lövtjärnen är en sjö i Älvdalens kommun i Dalarna och ingår i Dalälvens huvudavrinningsområde.